# Marcus Owen
Marcus Owen (* 4. April 1935 in Carmarthenshire, Wales; † im Dezember 1987 in London Borough of Hackney, London) war ein walisischer Snookerspieler, der zwischen 1973 und 1986 für insgesamt elf Saisons Profispieler war. In dieser Zeit erreichte er unter anderem das Viertelfinale der Snookerweltmeisterschaft 1974, dreimal das Viertelfinale einer Welsh Professional Championship und Rang 17 der Snookerweltrangliste. Als Amateur gewann er zusätzlich viermal die English Amateur Championship und wurde U16-Meister im English Billiards.

## Karriere

### Amateurkarriere
Geboren im südwestwalisischen Carmarthenshire, hatte Marcus Owen einen älteren Bruder namens Gary (1929–1995), der wie Marcus Snookerspieler wurde und später nach Australien auswanderte. 1949 gewann Owen das U19-Turnier der English Amateur Billiards Championship, ein Jahr später erreichte er immerhin das Finale. 1958 erzielte Marcus Owen seinen ersten großen Erfolg, als er im Finale der English Amateur Championship Jack Fitzmaurice besiegte. Ein Jahr später konnte er gegen Alan J. Barnett seinen Titel verteidigen. Nach einigen Jahren ohne nennenswerte Ergebnisse erreichte er 1961 das Viertelfinale der Meisterschaft, verlor aber gegen Ray Edmonds. Fünf Jahre später stand er erneut im Finale, doch er verlor gegen den späteren Profi-Weltmeister John Spencer. 1967 holte Owen gegen Sid Hood im Endspiel seinen dritten Titel.
Bei den beiden zuletzt genannten Ausgaben gewann Owen jeweils zuvor ein Qualifikationsturnier, wahrscheinlich für die südliche Hälfte. Es gab auch ein Qualifikationsturnier für die nördliche Hälfte; die beiden Sieger bestritten jeweils das Endspiel. Bekannt ist zumindest, dass Owen 1972 im Finale des südlichen Qualifikationswettbewerbes gegen Jonathan Barron verlor. Mit einem Sieg über einen gewissen Mick Binfield gewann Owen ein Jahr später das Qualifikationsturnier im Süden und später gegen Ray Edmonds seinen vierten und letzten Meistertitel. Nur wenig später wurde Marcus Owen Profispieler und folgte damit seinem Bruder Gary nach, der zwischenzeitlich das Finale der Snookerweltmeisterschaft 1969 erreicht hatte.

### Profikarriere
Owen startete seine Profikarriere in der Saison 1973/74. Nach einer erfolglosen Teilnahme an den Norwich Union Open hatte Owen bei der Snookerweltmeisterschaft weitaus mehr Erfolg. Er besiegte Dennis Taylor und es kam im Achtelfinale zum einzigen direkten Aufeinandertreffen der Owen-Brüder, das Marcus mit 15:8 gegen Gary für sich entscheiden konnte. Marcus schied im Viertelfinale gegen Ray Reardon aus. In den nächsten Jahren nahm Owen allerdings nur noch unregelmäßig und später gar nicht mehr an Turnieren teil; jegliche Spiele verlor er. Dennoch wurde er auf der im selben Zeitraum eingeführten Snookerweltrangliste geführt, zunächst auf Rang 17, einige Zeit später nur noch auf Platz 26. 1980 verlor er zunächst seinen Profistatus.
Dies hielt Owen nicht davon ab, während der Saison 1981/82 an den International Open und an der Welsh Professional Championship teilzunehmen, allerdings ohne einen Sieg einzufahren. Anschließend wurde er wieder Profispieler. Zwar nahm er in den nächsten vier Spielzeiten regelmäßig an Turnieren teil, allerdings verlor er jedes Spiel, das er bestritt. Ohne sich noch einmal auf der Weltrangliste platzieren zu können, verlor er 1986 seinen Profistatus endgültig. Nur gut anderthalb Jahre später, im Dezember 1987, verstarb Owen im Alter von 52 Jahren in einem Krankenhaus im Londoner Stadtteil Hackney, laut Mark Wildman unter „tragischen Umständen“.

## Erfolge
| Ausgang         | Jahr | Turnier                                          | Finalgegner      | Ergebnis  |
| --------------- | ---- | ------------------------------------------------ | ---------------- | --------- |
| Amateurturniere |      |                                                  |                  |           |
| Sieger          | 1949 | Englische U16-Meisterschaft im English Billiards | Michael Leydon   | 400:152   |
| Zweiter         | 1950 | Englische U16-Meisterschaft im English Billiards | Emlyn Parry      | 383:400   |
| Sieger          | 1958 | English Amateur Championship                     | Jack Fitzmaurice | 11:8      |
| Sieger          | 1959 | English Amateur Championship                     | Alan J. Barnett  | 11:5      |
| Sieger          | 1966 | English Amateur Championship – South             | unbekannt        | unbekannt |
| Zweiter         | 1966 | English Amateur Championship                     | John Spencer     | 5:11      |
| Sieger          | 1967 | English Amateur Championship – South             | unbekannt        | unbekannt |
| Sieger          | 1967 | English Amateur Championship                     | Sid Hood         | 11:4      |
| Zweiter         | 1972 | English Amateur Championship – South             | Jonathan Barron  | 2:6       |
| Sieger          | 1973 | English Amateur Championship – South             | Mick Binfield    | 6:1       |
| Sieger          | 1973 | English Amateur Championship                     | Ray Edmonds      | 11:6      |